# Nel silenzio della notte
Nel silenzio della notte (The Nativity) è un film per la televisione del 1978 diretto da Bernard L. Kowalski.
Il film, con Madeleine Stowe nel ruolo della Vergine Maria e John Shea in quello del suo sposo Giuseppe, narra gli eventi relativi alla natività di Gesù.

## Produzione
Il film, diretto da Bernard L. Kowalski su una sceneggiatura di Morton S. Fine e Millard Kaufman, fu prodotto da William P. D'Angelo per la 20th Century Fox Television tramite la D'Angelo-Bullock-Allen Productionse girato ad Almería in Spagna.

## Distribuzione
Il film fu trasmesso negli Stati Uniti il 17 dicembre 1978 con il titolo The Nativity sulla rete televisiva ABC.
Alcune delle uscite internazionali sono state:
- in Germania Ovest il 24 dicembre 1982 (Eines Tages in Galiläa)
- in Grecia (I theia gennisi)
- in Italia (Nel silenzio della notte)